# Абашкин, Владимир Дмитриевич
Владимир Дмитриевич Абашкин (10 февраля 1935 год — 25 апреля 2009 года) — бригадир монтажников СУ-118 треста «Азовстальконструкция». Герой Социалистического Труда.

## Биография
Абашкин Владимир Дмитриевич родился 10 февраля 1935 года в с. Тросна Орловской области.
Бригадир монтажников СУ-118 треста «Азовстальконструкция». Участвовал в строительстве новых цехов комбинатов имени Ильича и «Азовсталь».

## Награды
- Звание Героя Социалистического Труда присвоено в 1978 году за строительство кислородно-конверторного цеха завода «Азовсталь».
- Награждён орденом Ленина, медалями.